# Александра Монеджикова
Александра Михайлова Монеджикова-Николова е българска географка, историчка, публицистка, писателка, общественичка и учителка.

## Биография
Александра Монеджикова е родена на 24 януари 1889 г. в Пловдив в семейството на съдия и учителка. Баба ѝ и дядо ѝ са бежанци от района на Банско, които след жестокото потушаване на Кресненско-Разложкото въстание от 1878 г. се заселват в Пловдив. През 1906 г. родителите ѝ се преместват на работа в София. Александра Монеджикова завършва Втора софийска девическа гимназия през 1907 г., след което става учителка в село Трънска Клисура (Трънска околия, Западните покрайнини). Там тя се омъжва за Найден Николов, учител в същото училище. От учебната 1908 – 1909 г. е студентка по история и география в Софийския университет, но поради майчинство, войните, въстанията и други събития, завършва висшето си образование през 1924 г. След завършването на университета, тя работи в продължение на 7 години – до 1931 г., като учителка по география, история и български език във Френския колеж в София. През учебната 1931 – 1932 г. е учителка в Трета софийска мъжка гимназия, а през 1932 – 1933 учебна година в Първа софийска мъжка гимназия. Три години работи в частното немсо училище „Света Мария" в София.
Напуска учителството, за да се отдаде на активна публицистична, обществена, научна и популяризаторска дейност, с цел да разпространява науката сред широките народни маси. Тази ѝ дейност се отличава с много широк диапазон – лекции, беседи, сказки, придружавани най-често с прожекции, проучвания и обработка на материали за книги (научни и научпо-популярии), научни публикации, авторство и съавторство на учебници по география за училищата, географски четива, статии във вестници и списания, редакторска и издателска работа, дейности в много обществени организации и др.
През периода 1927 – 1930 г. в библиотека „Нашите съседи", в поредицата „Географско четиво за юноши“, последователно излизат книгите ѝ „Румъния", „Югославия", „Албания", „Европейска Турция", „Гърция", „Македония" и „Добруджа". През 1928 г. полското дружество за взаимна помощ в България издава книгата ѝ за Полша, която на следващата година е преиздадена. През следващите четири години А. Монеджикова изнася лекции на интересни географски теми в кино „Солун".
От 1930 до 1940 г. Монеджикова е член на ръководството на Дружеството за борба с алкохолизма в България и почти всеки понеделник изнася лекции с такава тематика. В продължение на седем години е единствената редакторка на вестник „Трезваче".
В периода 1933 – 1939 г., като функционерка на Дружеството за борба с детската престъпност, всеки вторник тя изнася беседи с просветно и възпитателно съдържание в тогавашния „Дом на човещината" в Красно село, София.
Александра Монеджикова работи и в Съюза на френските възпитаници в София, като изнася редица лекции, придружени с прожекции в столицата и в страната – за Париж, Френските революции, Музеите на Париж и др. Избрана е също за културен водач на посещението на Световното изложение в Париж през 1937 г. През следващата година със свои средства издава книгата „Париж през вековете" (1938).
Отпечатва оригинални, научнопопулярни и преводни статии във вестниците „Заря", „Мир", „Наковалня" и др. Сътрудничи и на списанията „Български турист", „Младежки турист", „Нашето село", „Борба с алкохолизма" и др. Тематиката на нейните публикации е много широка.
Едновременно с това А. Монеджикова е активен член в ръководството на Българското географско дружество (БГД), а след 1944 г. е и негов председател (1945 – 1948). До края на живота си тя остава почетен член на БГД и на Всесъюзното географско дружество в Ленинград.
Монеджикова е автор и съавтор на учебници по география на България и на историко-географски очерци: – „География на България“ – учебник за IV отделение (1941), "География на България в днешните ѝ граници“ (в съавторство, 1942) и др.
Най-значителният ѝ труд е книгата „София през вековете", издадена през 1946 г.  в която се пресъздава животът на столицата от самото ѝ основаване като селище до 1944 г. Книгата е богато илюстрирана и е ценен източник за специалисти от различни области на познанието. „София през вековете" е удостоена с награда от Българска академия на науките и от Столична община.
В периода 1947 – 1950 г. Монеджикова е в Москва, където се занимава с писателска и публицистична дейност, изпращайки статии за редица вестници и списания като „Географски преглед“ и др. През 1949 г. излизат книгите ѝ „Московският Кремъл", „Ленинград", „Пътуване из Кавказ" и др.
От 1950 до 1953 г. живее и работи в Лондон, където по това време съпругът ѝ е посланик. Извършва научноизследователска дейноств в Британския национален музей и в дипломатическия архив към Министерството на външните работи на Великобритания, където издирва печатни и ръкописни дипломатически материали, свързани с българската история през XIX век. Тя събира много материали от тези архиви, които предава през 1953 г. на Института по българска история при БАН. Въз основа на част от тях, тя написва редица статии, като например: „Документите по Кресненското въстание", „Отражение на Априлското въстание в Англия, Франция и Италия", „Към въпроса за националноосвободителните движения в България от 1863 – 1869 г.", и др.
Александра Монеджикова умира на 2 юли 1959 г. в София.
Личният ѝ архив се съхранява във фонд 1064К в Централен държавен архив. Той се състои от 69 архивни единици от периода 1861 – 1956 г.